# Heilig Hartbeeld (Leveroy)
Het Heilig Hartbeeld is een standbeeld in het Nederlandse kerkdorp Leveroy in de provincie Limburg.

## Achtergrond
In 1923-1924 werd in Leveroy een nieuwe Sint-Barbarakerk gebouwd naar ontwerp van architect Jos Wielders, naast de bestaande kerk die in 1924 werd gesloopt. Ter gelegenheid van de nieuwbouw wilde men op het voorplein een Heilig Hartbeeld plaatsen, op Paaszondag 1925 werd middels een collecte hiervoor 310 gulden opgehaald. Op 21 juli 1925 werd de nieuwe kerk geconsacreerd door mgr. Schrijnen. Het beeld was een paar dagen eerder geplaatst.
De beeldhouwer Albert Verschuuren claimde in 1931 in een ingezonden stuk in Van Bouwen en Sieren dat het beeld plagiaat was. Hij had het ontwerp in 1917 gemaakt, waarna er verscheidene afgietsels van werden gemaakt en hij het zelf 2,6 meter hoog had uitgevoerd voor de kerk in Deest. Volgens hem had architect Wielders dat kunnen weten, want die had een van de afgietsels in zijn bezit.
De Barbarakerk werd in 1944 opgeblazen door de bezetters. Het Hartbeeld stond een aantal jaren op een tegenover gelegen terrein en werd later herplaatst bij de herbouwde kerk.

## Beschrijving
Het beeld is een staande Christusfiguur in gedrapeerd gewaad, met afhangende mouwen. Met zijn linkerhand wijst hij naar het Heilig Hart op zijn borst. Zijn rechterhand is niet meer aanwezig. Afgaande op het ontwerp van Verschuuren toonde het, met de palm naar voren, een wond. Achter zijn hoofd draagt Christus een open kruisnimbus. Het beeld is geplaatst op een sokkel die bestaat uit blokken natuursteen.